# Henry Soulange-Bodin
Pour les articles homonymes, voir Soulange Bodin.
Henry Soulange-Bodin est un historien français né le 20 février 1885 dans le 8e arrondissement de Paris,, ville où il est mort le 22 décembre 1965 en son domicile dans le 16e arrondissement. Il a été inhumé à Arcangues. Il est le fils d'André Soulange-Bodin.

## Biographie
Homme de lettres et historien issu d'une famille industrielle sucrière, il publie de nombreux ouvrages sur les châteaux de France. Il réalise les premières photos aériennes. Il est un frère de Roger Soulange-Bodin, le vice-président et rédacteur en chef de la Gazette illustrée des amateurs de jardins, et un membre du Jockey Club. Il épouse Claire Lenepveu de Lafont en novembre 1965.

## Publications
- Les Vieux Hôtels de Paris, XVe série, Le quartier Sainte-Avoye, édité par F. Contet, paru en 1923 ;
- Les anciens châteaux de France, Île-de-France, Ve série, édité par F. Contet, 1923 ;
- Les anciens châteaux de France, Île-de-France, VIIIe série, édité par F. Contet, 1925 ;
- Les Châteaux de Normandie, tome premier, départements du Calvados et de la Manche, Paris et Bruxelles, Van Oest, in-4°, 1928, XXII+134 p. 78 planches en phototypie hors texte ;
- Les Châteaux de Normandie, tome second, départements de la Seine inférieure, de l'Orne et de l'Eure, Paris et Bruxelles, Van Oest, 1929, 202 p. 78 planches en phototypie hors texte ;
- Châteaux du Maine et de l'Anjou, Paris, Les Éditions d'Art et d'Histoire, 1934, in-4°, 126 p., 72 planches photographiques hors texte ;
- Les châteaux de Bourgogne, (178 monographies), Van Oest, Éditions d'Art et d'Histoire, Paris, 1942
- Les châteaux du Berri, 1946 ;
- Les châteaux de Normandie, 69 monographies, 1949 ;
- Châteaux anciens de France, connus et inconnus  (préf. André Maurois), Éditions du Jura, 1962, 658 p., in-4° ;
- Le château de Gros-Bois, édité par Soulange-Bodin, 1969 ;
- Le guide des châteaux d'Île-de-France, bibliothèque des Arts, 1971.